# Агре, Питер
Питер Агре (англ. Peter Agre; род. 30 января 1949, Нортфилд, Миннесота, США) — американский профессор, медик и молекулярный биолог, лауреат Нобелевской премии по химии за открытие и исследование аквапорина. Доктор медицины.
Член Национальной академии наук США (2000), иностранный член Российской академии наук (2011).

## Биография
Питер Агре родился в городке Нортфилд в штате Миннесота. Получил степень бакалавра в Аугсбургском колледже в Миннеаполисе и степень доктора медицины в университете Джонса Хопкинса. В 1975—1978 годах Агре закончил резидентуру в Кейсовсковском университете Западного резервного района. Был вице-президентом по науке и технологии медицинского центра Университет Дьюка в Дарем (Северная Каролина). В 2003 году Питер Агре получил Нобелевскую премию по химии за открытие аквапоринов, разделив её с другим американцем Родериком Маккиноном.
В 2010 году президент Американской ассоциации развития науки (AAAS), крупнейшей научной организации США.
В 2016 году подписал открытое письмо нобелевских лауреатов с призывом к Greenpeace, Организации Объединенных Наций и правительствам всего мира прекратить борьбу с генетически модифицированными организмами (ГМО).
Подписант Открытого письма об изменении климата от обеспокоенных членов НАН США (2016).
Отмечен также George M. Kober Medal от Association of American Physicians (2016).
- Distinguished Eagle Scout Award[англ.] (2005)[10]